# 魔灯 (固件)
Magic Lantern （译作“魔灯”，简称ML）是一种提供给佳能EOS单反、微单机型使用的软性韌體。存储在SD/CF卡上，随相机启动而自动載入，为机器提供一系列原厂不提供的功能。
ML并不是针对佳能机身的"hack"或者修改韌體，而是独立于佳能本身韌體运行的一种程式，是在相机基本启动完毕後，再从存储卡讀取并載入到内部記憶體中运行的。所以使用“ML”是不需要替换佳能机器自有韌體的。不过即便这样，因为其试验性质，官方也并不承诺100%的安全。
ML計畫是开源的，任何人都可以参与贡献。目前最新稳定版本为2.3，更新于2012年7月23日。除了官方推荐的稳定版本之外，还有Nightly Builds和Alpha Builds分支。

## 概述
Magic Lantern是一個建立在Canon軟體之上的增強套件,可以解放Canon單眼相機的功能,允許你使用許多有用的功能.它是一個針對官方軟體開發外掛的開放架構(GPL).

## 提供功能
- 声控（Audio Controls)

關閉音訊增益器,分貝計,手動音訊控制,可選擇的輸入來源(內部輸入,內部輸入+外部輸入,外部輸入立體聲,平衡),透過A/V纜線監控音訊
- 曝光控制（Exposure Controls)

斑馬紋,偽色曝光評估,直條圖,波形圖,重點測光,向量色度顯示器
- 重叠菜单设置（Image Overlays）

允许用户设置LiveView下叠加显示的辅助项目，诸如高光警告、伪色、直方图、峰值对焦等
- 视频辅助（Movie Hacks）

位元速率控制,影片資訊紀錄(類似Exif的資訊),緩衝區超載或超過4GB限制時自動重新記錄,高動態範圍影片,進階FPS控制
其中有利用奇偶行采用不同ISO曝光（100与1600），扩展全画面动态范围的Dual ISO功能。
- 拍摄辅助（Shoot Features）
- 对焦工具（Focus Tools）

峰值對焦,錄影時畫面焦點放大,陷阱對焦,拉焦,跟焦,疊焦
- 显示调节（Display Tweaks)

對比,飽和度,黑暗中LiveView模式的顯示器增益
- 高级脚本（Advanced Scripting）

允许用户通过脚本来完成批量重复性任务
- 省電

關閉螢幕,閒置時間時降低液晶螢幕背光亮度

## 支持机型
- 全画幅數位單眼相機
  - Canon EOS 5D
  - Canon EOS 5D Mark II
  - Canon EOS 5D Mark III
  - Canon EOS 6D

- APS-C畫幅數位單眼相機
  - Canon EOS 7D
  - Canon EOS 40D(不支持)
  - Canon EOS 50D
  - Canon EOS 60D
  - Canon EOS 500D
  - Canon EOS 550D
  - Canon EOS 600D
  - Canon EOS 650D
  - Canon EOS 700D
  - Canon EOS 100D
  - Canon EOS 1100D

- 可换镜头数码相机(無反)
  - Canon EOS M
  - Canon EOS M50